# Feiertage in Suriname
Dies ist eine Übersicht der gesetzlichen Feiertage des südamerikanischen Staates Suriname.
| Datum                | Name (in Klammern die Sranan Bezeichnung)             | Deutscher Name            | Anmerkungen |
| -------------------- | ----------------------------------------------------- | ------------------------- | --- |
| 1. Januar            | Nieuwjaar (nyunyari)                                  | Neujahr                   | |
| 29. Januar 2025      | Chinees Nieuwjaar                                     | Chinesisches Neujahrsfest | beweglicher Feiertag. |
| 14. März 2025        | Holi                                                  |                           | hinduistisches Neujahrs- und Frühlingsfest, beweglicher Feiertag- siehe auch: Hindustanen.                                                                                      |
| 18. April 2025       | Goede Vrijdag (bun freida)                            | Karfreitag                | beweglicher Feiertag. |
| 20. April 2025       | Eerste Paasdag                                        | Ostersonntag              | beweglicher Feiertag. |
| 21. April 2025       | Tweede Paasdag                                        | Ostermontag               | beweglicher Feiertag. |
| 20. April 2025       | Ied Ul-Fitre                                          | Zuckerfest                | islamisches Fest, beendet den Fastenmonat Ramadan (durch die javanischen Muslime auch als Bodo-Fest bezeichnet), beweglicher Feiertag.                                          |
| 1. Mai               | Dag van de Arbeid (wrokodei)                          | Maifeiertag               | |
| 1. Juli              | Dag der Vrijheden oder Emancipatiedag (Keti Koti Dei) |                           | am 1. Juli 1863 wurde die Sklaverei abgeschafft. |
| 7. Juni 2025         | Ied Ul-Adha                                           | Islamisches Opferfest     | beweglicher Feiertag. |
| 9. August            | Dag der Inheemsen (Ingi Dei)                          |                           | Tag der indigenen Bevölkerung (seit Kolumbus auch fälschlich als Indianer bezeichnet); zugleich Gedenktag an die ersten javanischen Immigranten in Suriname, am 9. August 1890. |
| 10. Oktober          | Dag der Marrons                                       |                           | Tag der Maroons. Am 10. Oktober 1760 unterzeichnete die Kolonialmacht den ersten Friedensvertrag mit entflohenen Sklaven vom Stamm der Ndyuka.                                  |
| 21. Oktober 2025     | Divali                                                |                           | hindustanisches Lichterfest, beweglicher Feiertag. |
| 25. November         | Onafhankelijkheidsdag (srefidensi)                    |                           | am 25. November 1975 wurde Suriname unabhängig. |
| 25. und 26. Dezember | Eerste en Tweede Kerstdag (kresneti)                  | Weihnachten               | 1. und 2. Weihnachtsfeiertag. |